# Eberhard Christian Bacmeister
Eberhard Christian Bacmeister, auch Eberhard Christian Backmeister (* 28. November 1738 oder 1740 in Aurich; † 1. Juni 1781 ebenda) war ein preußischer Jurist und Beamter.

## Leben
Eberhard Christian Bacmeister entstammte der Gelehrtenfamilie Bacmeister und war der Sohn des fürstlichen Rats in Ostfriesland Heinrich Sigismund Bacmeister (* 26. Dezember 1695 in Aurich; † 20. Dezember 1772 in Stade) und dessen zweiter Ehefrau Adelheid Juliane (geb. Tammena, * 30. März 1714 in Aurich; † 1793 in Stade), er hatte noch vier Halbgeschwister und drei Vollgeschwister.
Sein Großvater war der Mediziner Eberhard Bacmeister und seine Cousins der Kriegs- und Domänenrat Eberhard Friedrich Bacmeister und der Regierungsrat Johann George Albrecht Bacmeister (1747–1795). Seine Cousine Adelheid Katharina Bacmeister (* 15. August 1745; † 14. August 1785) war mit dem Juristen Caspar Rudolph Jhering verheiratet.
Eberhard Christian Bacmeister war mit Antoinette (geb. Damm) († 1780) verheiratet.
Zu seiner Schulbildung liegen keine Hinweise vor. Er immatrikulierte sich am 17. Oktober 1759 zu einem Studium der Rechtswissenschaften an der Universität Rostock.
In seiner weiteren Laufbahn wurde er anfangs Regierungsadvokat in Aurich und dort später zum Regierungsrat ernannt.

## Mitgliedschaften
Eberhard Christian Bacmeister war seit 1767 Mitglied der 1760 gegründeten Freimaurerloge Zu den drei Sternen in Rostock.